# Hiroshige Yanagimoto
Hiroshige Yanagimoto (jap. 柳本 啓成, Yanagimoto Hiroshige; * 15. Oktober 1972 in Higashiōsaka, Präfektur Osaka) ist ein ehemaliger japanischer Fußballspieler.

## Nationalmannschaft
1995 debütierte Yanagimoto für die japanische Fußballnationalmannschaft. Yanagimoto bestritt 30 Länderspiele. Mit der japanischen Nationalmannschaft qualifizierte er sich für die Asienmeisterschaft 1996.